# Diano Arentino
Diano Arentino – miejscowość i gmina we Włoszech, w regionie Liguria, w prowincji Imperia.
Według danych na rok 2004 gminę zamieszkiwało 576 osób. Gęstość zaludnienia wynosi 72 os./km².